# Symbol trwałości produktów kosmetycznych

Symbol PAO bez podanego terminu przydatności

Symbol trwałości produktów kosmetycznych (ang. period-after-opening – termin przydatności do użycia po otwarciu) zwany PAO lub symbolem otwartego słoiczka jest znakiem graficznym ilustrującym okres przydatności do użycia kosmetyku po jego pierwszym otwarciu bez ryzyka narażenia zdrowia użytkownika. Przedstawia on otwarty słoiczek kosmetyku wraz z napisem informującym o liczbie miesięcy (np. 6M, 9M, 24M) lub lat (1Y).

## Uwarunkowania prawne
W Unii Europejskiej powyższy sposób oznakowania wymagany jest od lutego 2003 roku, kiedy to Parlament Europejski ustanowił dyrektywę dotyczącą oznakowania kosmetyków.
W Polsce sprawy związane z używaniem znaku reguluje Rozporządzenie Ministra Zdrowia z dnia 30 marca 2005 r. w sprawie list substancji niedozwolonych lub dozwolonych z ograniczeniami do stosowania w kosmetykach oraz znaków graficznych umieszczanych na opakowaniach kosmetyków
Zgodnie z dyrektywą UE symbol PAO musi być zaznaczony na produkcie, którego termin ważności wynosi 30 lub więcej miesięcy. Dla produktów o terminie ważności krótszym niż 30 miesięcy wymagana jest dokładna data, do której produkt może być sprzedawany i używany jeśli przechowywany był w odpowiednich warunkach.
Symbol jest zgodny z normą ISO 8601
Oznakowanie to nie musi być stosowane dla:
- produktów, które nie ulegają zniszczeniu (nie tracą swych właściwości),
- produktów, które nie otwierają się np. aerozole,
- produktów, które mają na celu jednorazowe użycie np. próbki.

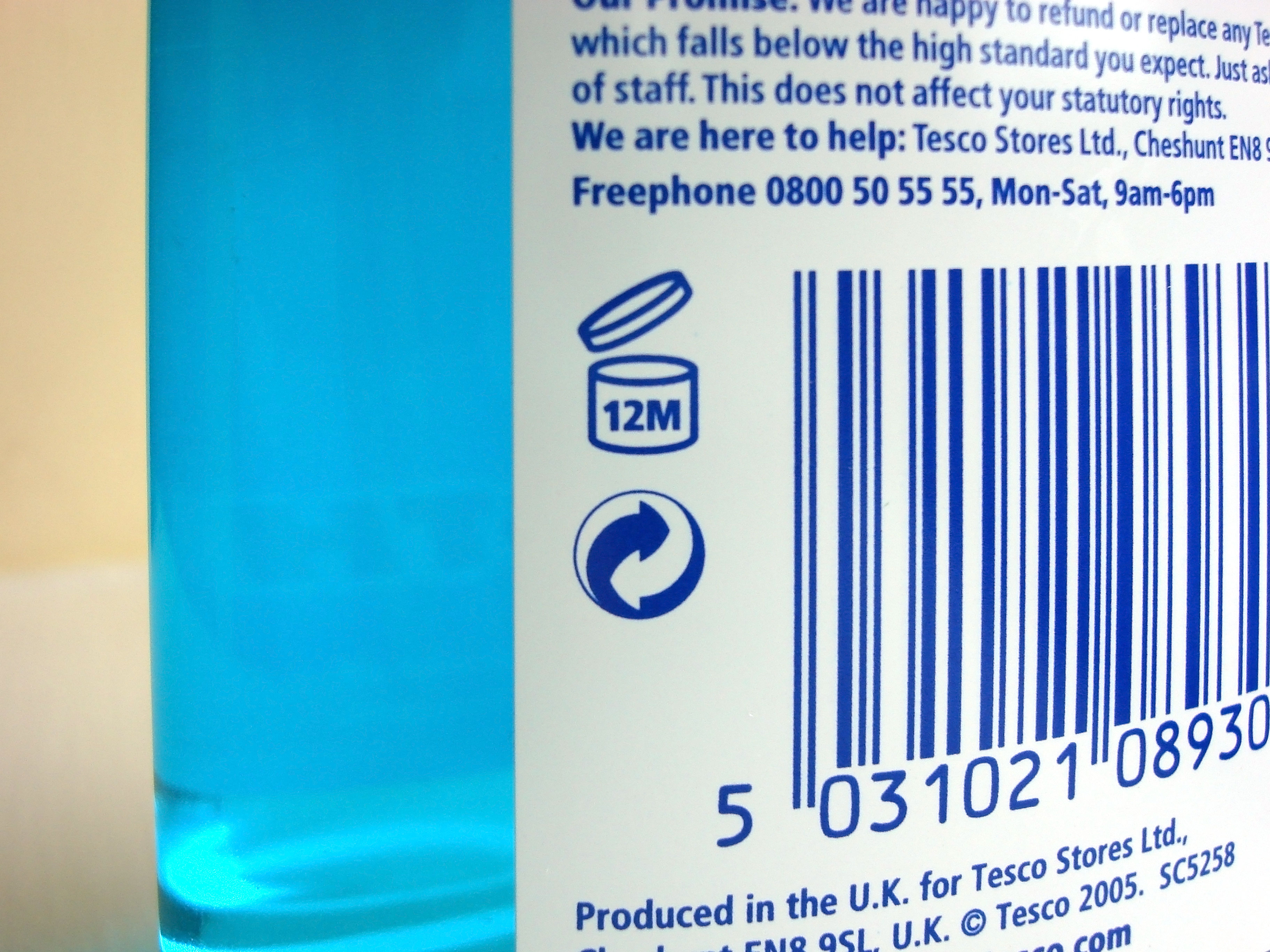
Symbol PAO na butelce płynu do płukania ust.
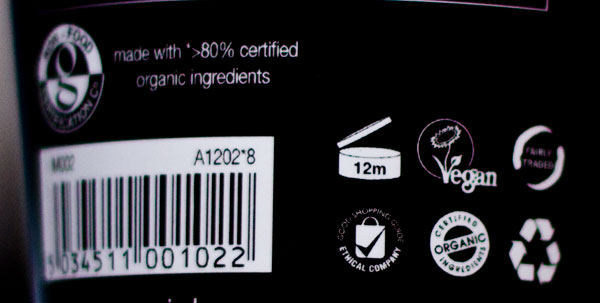
Symbol PAO 12M na butelce mleczka kosmetycznego.
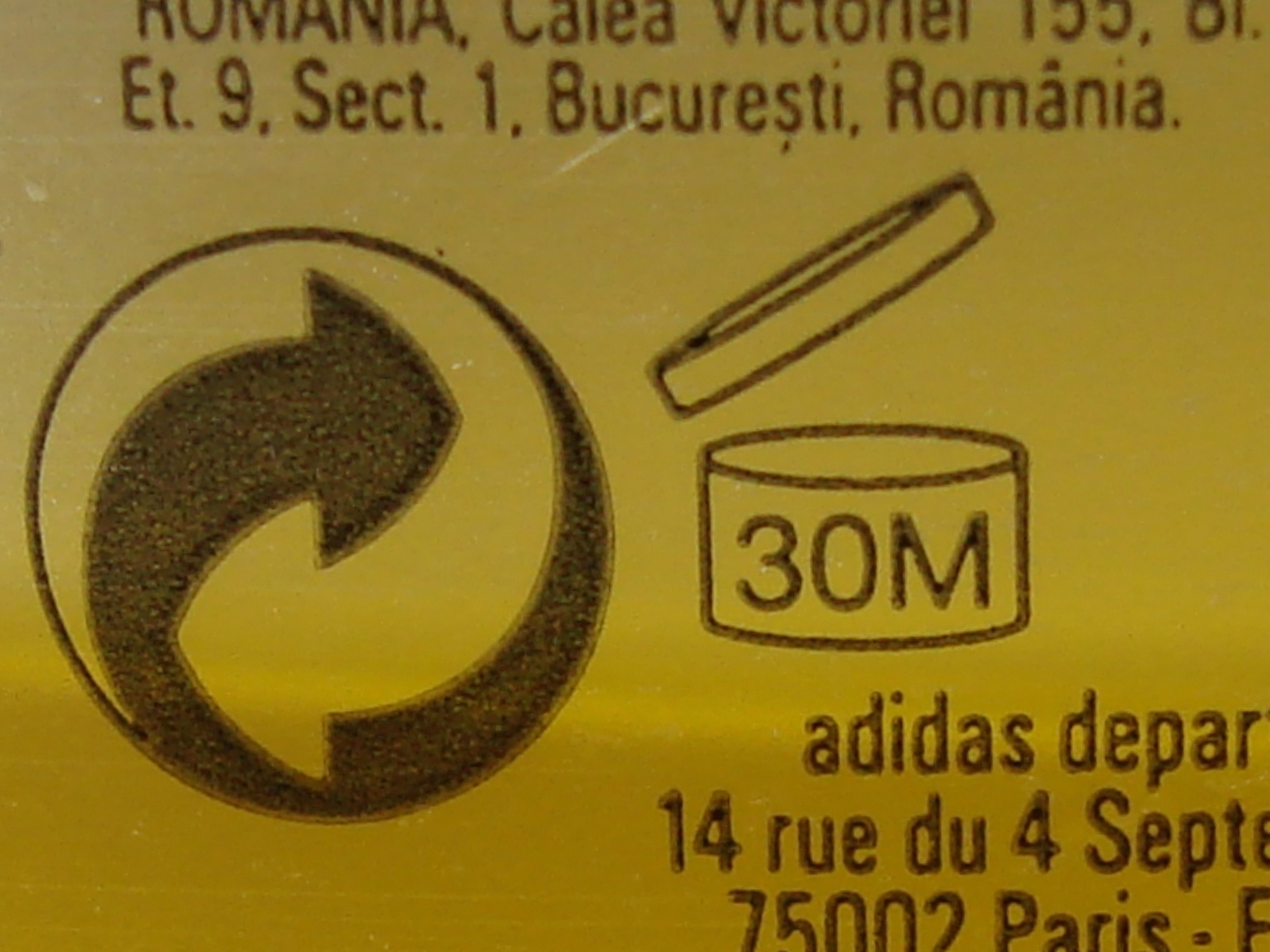
Symbol PAO na butelce żelu pod prysznic.